# Enrique Almaraz y Santos
Enrique Almaraz y Santos (né le 22 septembre 1847 à La Vellés dans la province de Salamanque en Espagne et mort le 22 janvier 1922 à Madrid), est un cardinal espagnol de l'Église catholique du début de la XXe siècle, nommé par le pape Pie X.

## Biographie
Enrique Almaraz y Santos est archiprêtre de la cathédrale de Madrid, secrétaire de l'évêque de Madrid-Alcalá, membre de faculté au séminaire de Madrid, vicaire capitulaire de Madrid (avril 1886) et doyen du chapitre cathédrale de Madrid (1891).
Il est élu évêque de Palencia en 1893 et sénateur du royaume d'Espagne à partir de 1899. Almarez est promu archevêque de Séville en 1907 et à l'archidiocèse de Tolède en 1920.
Le pape Pie X le crée cardinal lors du consistoire du 27 novembre 1911. Il participe au conclave de 1914, lors duquel Benoît XV est élu pape. Il meurt le même jour que Benoît XV en 1922.